# يشباك (المهرة)

تعديل مصدري - تعديل

يشباك هي إحدى قرى مديرية منعر التابعة لمحافظة المهرة، بلغ تعداد سكانها 22 نسمة حسب تعداد اليمن لعام 2004.